# Musical Youth
Musical Youth est un groupe britannique de reggae, originaire de Birmingham, en Angleterre. Le groupe, formé en 1979 à la Duddeston Manor School (en) est surtout connu pour son titre Pass the Dutchie sélectionné aux Grammy Awards. Il est formé de deux fratries, Kelvin et Michael Grant, et Junior et Patrick Waite.

## Histoire
Le groupe est formé en 1979 lorsque les pères de Kelvin et Michael Grant et Frederick « Junior » et Patrick Waite mettent sur pied un groupe avec leurs fils. Le père de cette dernière fratrie, Frederick Waite Sr, est un ancien membre du groupe de reggae jamaïcain The Techniques. Frederick chante en tête avec Junior au début de la carrière des jeunes musiciens. Bien que les jeunes soient encore étudiants, le groupe réussit à obtenir des concerts dans différents pubs de Birmingham et sort un double single en 1981, Generals/Political, sur un label local (021 Records, de Birmingham). Ils bénéficient aussi d'une apparition sur BBC Radio 1 durant l'émission en soirée de John Peel attire l'attention sur le groupe et ils sont signés à MCA Records. À ce moment-là, le membre fondateur Frederick Waite Jr., est remplacé par Dennis Seaton en tant que chanteur principal.
À l'automne 1982, le groupe sort l'un des singles les plus vendus de l'année, Pass the Dutchie (basé sur Pass the Koutchie de Mighty Diamonds, une chanson sur le passage d'une pipe à fumer du cannabis). Le titre est subtilement modifié pour inclure le dutchie du patois, en référence à un type de casserole utilisée pour la cuisine. Cette idée est renforcée tout au long des accents politiques et économiques de la chanson sur l'extrême pauvreté et Musical Youth pose la question : « Que ressentez-vous quand vous n'avez pas de nourriture ? » La chanson passe premier du Singles Chart britannique en octobre 1982. Le single compte plus de quatre millions d’exemplaires, et est nommé pour un Grammy Award. Un classement dans le Top 10 suit également sur les charts du Billboard Hot 100 aux États-Unis.
Leur premier album, The Youth of Today, est certifié disque d'or au Royaume-Uni, tandis que le single Youth of Today atteint la 13e place du classement des singles britanniques et Never Gonna Give You Up, sorti en 1983, grimpe à la 6e place au Royaume-Uni. Des succès mineurs avec Heartbreaker et Tell Me Why sont suivis par une collaboration avec Donna Summer sur le hit du Royaume-Uni, Unconditional Love. Le groupe prend également prend part à son spécial télévisé de 1983 intitulé A Hot Summer Night with Donna. Leur deuxième album, Different Style !, est sorti en 1983, et présente un répertoire plus influencé par le RnB pour rendre le groupe plus accessible en Amérique du Nord, mais flotte sur le marché britannique et américain. La reprise de 007 de Desmond Dekker les ramène dans le Top 30, mais après un dernier succès avec Sixteen, leur succès commercial prend fin. Le groupe reçoit une nomination aux Grammy Awards pour le meilleur nouvel artiste aux Grammy Awards de 1984.
Alors que leur carrière se détériorait, les membres du groupe se sont retrouvés mêlés à des problèmes juridiques, financiers et personnels,. En 1985, Dennis Seaton quitte le groupe, entraînant sa dissolution. Les frères Grant sont restés impliqués dans l'industrie de la musique ; Seaton a sorti un album solo en 1989 avant de former son propre groupe, XMY. Les projets de réunion des jeunes musiciens sont interrompus lorsque Patrick Waite, qui avait poursuivi une carrière de délinquant mineur, décède à Birmingham en février 1993. À seulement 24 ans, il s'effondre d'une maladie cardiaque héréditaire. Une compilation, Anthology, est publiée en 1994, suivie par Maximum Volume: The Best of Musical Youth en 1995.
Désormais réduits à un duo, Michael Grant et Dennis Seaton reforment Musical Youth en 2001, et planifient une tournée. Cependant, les projets de tournée sont annulés en raison des attentats du 11 septembre 2001. En 2003, Musical Youth joue finalement dans le cadre de la tournée Here and Now, une série annuelle de concerts nostalgiques présentés par des musiciens des années 1980,. Une compilation est publiée en 2004, 20th Century Masters: The Millennium Collection. En 2005, le groupe se produit au festival de Wiesen en Autriche. En 2009, ils sortent une reprise de Boney M. de Mary's Boy Child – Oh My Lord, suivi du succès de Jimmy Cliff The Harder They Come en 2013. Leur nouvel album, When Reggae Was King était prévu pour 2016, puis début 2017, mais ne s'est pas encore matérialisé. Ils interprètent des chansons de l'album au Camper Calling Festival à Ragley Hall le 27 août 2017.
Frederick Waite Jr. (né le 23 mai 1967) décède le 20 juillet 2022 à Birmingham, à l'âge de 55 ans. Son décès est annoncé le 11 août,,. Une enquête sur son décès enregistre la cause de la mort comme « mort subite et inattendue dans la schizophrénie ». Il est décédé dans une unité de santé mentale où il suivait un traitement contre la schizophrénie.

## Influences
Musical Youth est influencé par des groupes et artistes de reggae comme Sugar Minott, Aswad, Gregory Isaacs, Dennis Brown, John Holt et Beshara.

## Membres
- Dennis Seaton (né le 2 mars 1967) - chant, percussions (1979-1985, depuis 2001)
- Michael Grant (né le 7 janvier 1969) - claviers, chant (1979-1985, depuis 2001)
- Kelvin Grant (né le 9 juillet 1971) - guitare, chant (1979-1985)
- Patrick Waite (16 mai 1968-18 février 1993) - basse (1979-1985)
- Freddie « Junior » Waite (23 mai 1967-20 juillet 2022) - batterie, chant (1979-1985)

## Discographie

### Albums studio
- 1982 : The Youth of Today (en) (R-U :  Or[16], CAN :  Or[17])
- 1983 : Different Style! (en)
- 2018 : When Reggae Was King

### Compilations
- 1987 : Pass the Dutchie
- 1994 : Anthology
- 1995 : Maximum Volume: The Best of Musical Youth
- 2004 : 20th Century Masters – The Millennium Collection: The Best of Musical Youth